# Tamás-hegy

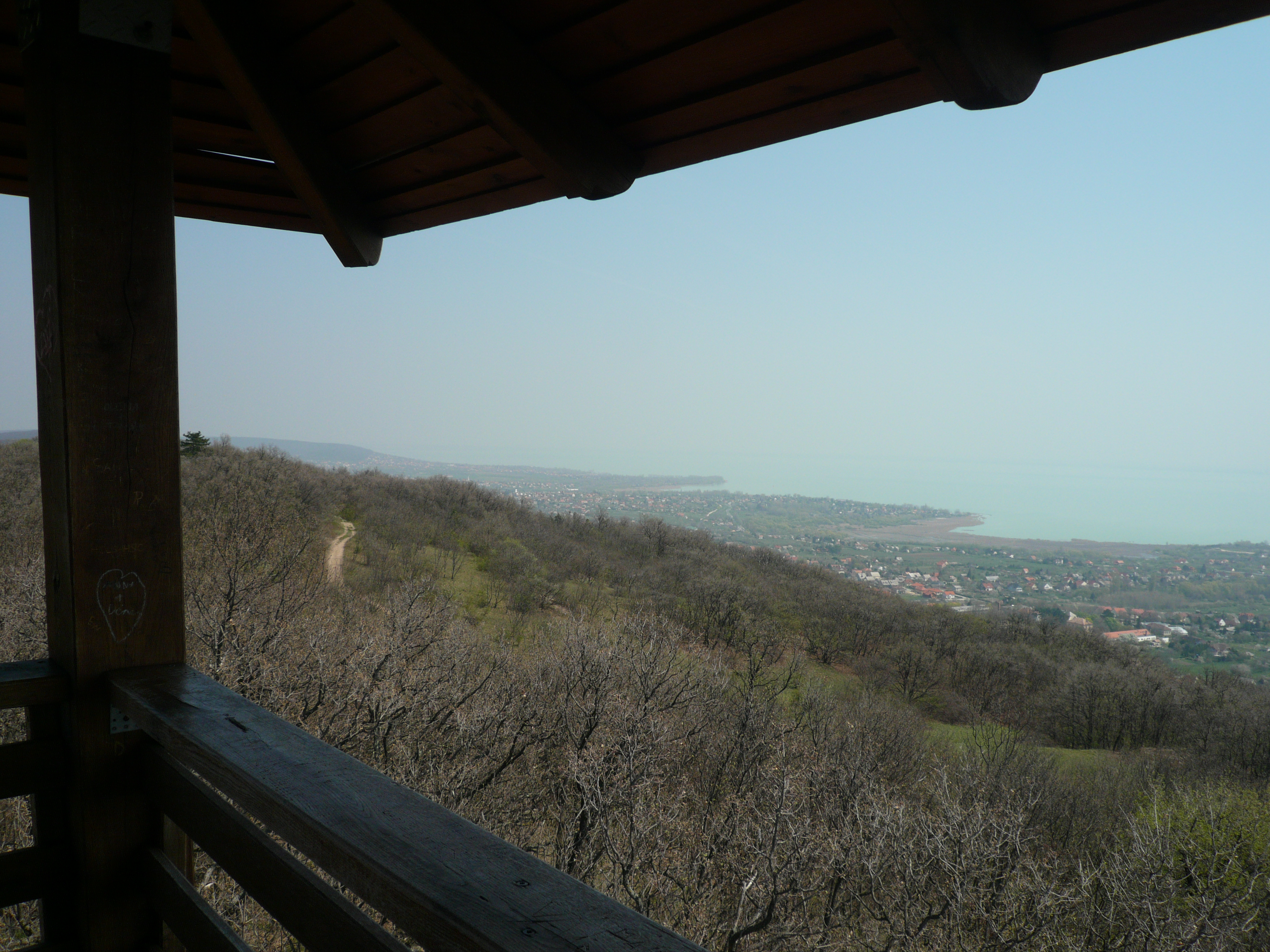
Ausblick vom Aussichtsturm auf dem Tamás-hegy

Der Tamás-hegy, deutsch „Thomas-Berg“, ist der Hausberg der Stadt Balatonfüred am Plattensee in Ungarn. Er hat zwei Gipfel von 317 bzw. 315 Metern Höhe. Auf dem Gipfel von 315 m wurde im Jahr 2001 ein Aussichtsturm errichtet (46° 58′ 18,9″ N, 17° 52′ 53,3″ O). Von Balatonfüred kann man diesen auf einem Wanderweg gut erreichen.